# Балка Розсохувата
Ба́лка Розсохувата (рос. Б. Разсоховатая) — балка (річка) в Україні у Попаснянському районі Луганської області. Ліва притока річки Лугані (басейн Азовського моря).

## Опис
Довжина балки приблизно 3,38 км, найкоротша відстань між витоком і гирлом — 3,14 км, коефіцієнт звивистості річки — 1,08. Формується декількома балками та загатами.

## Розташування
Бере початок на південній околиці селища Новотошківське. Тече переважно на південний схід і у селищі Голубівське впадає в річку Лугань, праву притоку річки Сіверський Донець.

## Цікаві факти
- На північній стороні від витоку балки на південній околиці селища Новотошкінське пролягає автошлях Р66[2] (автомобільний шлях регіонального значення в Україні. Проходить територією Луганської області через Дьоміно-Олександрівку — Троїцьке — Нижню Дуванку — Сватове — Кремінну — Рубіжне — Сєвєродонецьк — Лисичанськ — Гірське — Олександрівськ — Луганськ. Загальна довжина — 218 км).